# 富久無線電機
富久無線電機株式会社（とみひさむせんでんき）は、半導体・電子部品等を扱う商社。

## 沿革
- 1923年12月 - 市村繁次郎が東京の神田錦町に合名会社富久商会を創業
- 1929年6月 - 本社を神田小川町に移転
- 1950年7月 - 株式会社富久商会を設立
- 1953年7月 - 富久無線株式会社に商号変更
- 1957年9月 - 本社を外神田に移転
- 1971年8月 - 本社を文京区湯島の現在地に移転
- 1992年4月 - 埼玉県所沢市に商品センターを新設
- 2004年4月 - 香港に現地法人を設立
- 2012年1月 - 香港現地法人の事務所を移転

## その他
- かつてトミヒサムセンの屋号で秋葉原にて家電やアマチュア無線、ゲームなどを扱う小売店を営業していたが、2000年代初頭に撤退している。